# Legalização de drogas
A legalização de drogas é um processo de política antidrogas que envolve descriminalizar, legalizar ou revogar leis que proíbem a produção, posse, venda ou uso de drogas proibidas. As variações da liberalização das drogas incluem a legalização, a relegalização e a descriminalização das drogas. Os defensores da liberalização das drogas podem favorecer um regime regulatório para a produção, comercialização e distribuição de algumas ou todas as drogas atualmente ilegais, de forma análoga ao que ocorre com o álcool, a cafeína e o tabaco.
Os defensores da liberalização das drogas argumentam que a legalização das drogas erradicaria o mercado ilegal de entorpecentes, reduziria os custos com a aplicação da lei e as taxas de encarceramento. Frequentemente, eles afirmam que a proibição de drogas recreativas — como cannabis, opioides, cocaína, anfetaminas e alucinógenos — tem sido ineficaz e contraproducente e que o uso de substâncias deve ser enfrentado por meio da implementação de práticas de redução de danos e do aumento da disponibilidade de tratamento para dependência. Além disso, defendem que o dano relativo deve ser considerado na regulamentação das drogas. Por exemplo, podem argumentar que substâncias viciantes ou que causam dependência, como álcool, tabaco e cafeína, têm sido parte tradicional de muitas culturas por séculos e permanecem legais na maioria dos países, enquanto outras drogas que causam menos danos que álcool, cafeína ou tabaco são completamente proibidas, com posse passível de severas penas criminais.
Por outro lado, os opositores da liberalização das drogas argumentam que isso aumentaria o número de usuários de drogas, elevaria os índices de criminalidade, destruiria famílias e ampliaria os efeitos físicos adversos entre os usuários de entorpecentes.

## Termos corretos para a discussão
Para melhor compreensão sobre o tema da legalização de drogas, é necessário esclarecer, corretamente, sobre as expressões utilizadas nos debates:
Liberação: A liberação consiste na total falta de regulação por parte do estado perante o uso e comércio de substâncias que interferem de alguma maneira no organismo humano. Não há nenhum estado nos moldes contemporâneos que adote a liberação como política de drogas. Essa expressão tem sido utilizada de maneira errada, como, por exemplo, citar que as drogas no Uruguai foram liberadas. Essa constatação está errada, pois o que de fato ocorreu no Uruguai foi uma postura muito mais de regulamentação.
Legalização: No processo de legalização, as substâncias que eram consideradas ilícitas passam a ser tratas como lícitas, trazendo para o âmbito do estado toda a regulação da cadeia de produção, comercialização e consumo das substâncias legalizadas, que até então estavam regulamentadas pelo mercado ilegal.
Regulamentação: É consequência natural do processo de legalização, ou seja, a substância deve ser lícita para poder discutir sobre como regulamentá-la, visto que antes era comercializada no mercado ilegal. Como exemplo de regulamentação estatal tem-se o álcool, tabaco e medicamentos tarja preta.
Despenalização: A despenalização se baseia na exclusão de penas privativas de liberdade em relação a condutas de posse de drogas para uso pessoal e outras condutas de menor potencial ofensivo, sem afastar do campo da criminalização; ou seja, a conduta ainda é considerada um crime. 
Como exemplo, tem-se a Lei 11.343/2006 (atual Lei de Drogas no Brasil), que busca distinguir o tratamento legal dado aos usuários de drogas e aos traficantes, excluindo as penas privativas de liberdade para usuários, nos termos do artigo 28 desta lei, determinando apenas advertências sobre os efeitos das drogas, prestação de serviços à comunidade e medida educativa de comparecimento a programa ou curso educativo. Entretanto, a conduta continua criminalizada; na prática, o usuário ainda é encaminhado à delegacia de polícia.
A grande discussão atual sobre a despenalização no Brasil diz respeito à falta de critérios objetivos para distinção de usuários e traficantes, deixando essa responsabilidade para as autoridades policiais e magistrados.
Descriminalização: A descriminalização consiste na exclusão de sanções criminais em relação à posse de drogas para consumo pessoal, sem prejuízo de censuras da conduta na forma de medidas de natureza administrativas, como ocorre com a proibição do uso de tabaco em lugares públicos, por exemplo. Assim, “descriminalizar” uma droga não se trata de liberá-la para consumo ou legalizá-la, mas sim deixar de tratá-la como um crime aos olhos do direito.

Gráfico construído com dados médicos publicados pela revista britânica The Lancet relacionando o dano à saúde física e a dependência provocados por algumas drogas. As drogas em vermelho são as que causam maior dano e dependência. Nota-se que a Cannabis s. (maconha), uma substância ilegal na maioria dos países, causa menos dano e dependência do que o tabaco e o álcool, que são substâncias de uso legalmente permitido na maioria dos países.

## Descrição
Um de seus fundamentos é a possibilidade de, com sua implementação, se enfraquecer a rede de tráfico e seu poder de aliciamento de novos usuários, supondo-se ser mais fácil lidar com os danos à saúde, distúrbios psiquiátricos e psicológicos causados pelo seu consumo do que empregar forças policiais em luta armada a quadrilhas de traficantes enriquecidos pelo comércio ilegal e apoiados por funcionários de delegacias e do sistema prisional ou por representantes políticos corruptos.
Segundo o psiquiatra Ronaldo Laranjeira, existem duas visões claras na forma de lidar com as drogas: uma proveniente da saúde pública e outra da justiça criminal. Como exemplo de um país onde predomina uma política de incentivo às ações de justiça criminal, ele cita os Estados Unidos. Entre os países onde predomina uma política de saúde pública, ele destaca alguns países da Europa. As escolhas, segundo ele, são sempre influenciadas por valores políticos e por definições do que constitui o problema.

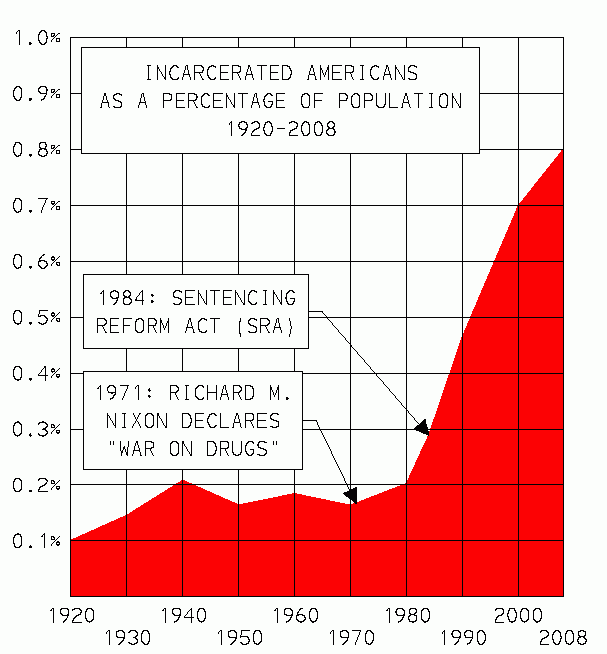
População carcerária dos Estados Unidos mostra uma grande elevação após a declaração de guerra contra as drogas do presidente Richard Nixon.

Na legislação internacional, existem iniciativas a tal prática na Holanda, Canadá, Argentina, Chile, Inglaterra e Portugal. Observa-se que a política de redução de danos nesses países vem acompanhada de um esquema para tratar o usuário crônico por meio de um sistema de saúde. Em linhas gerais, em vez de enquadrar, como conduta criminosa, a autolesão decorrente do uso de drogas, a abordagem da descriminalização patologiza o usuário como um doente que necessita de tratamento.
O termo "legalização" pode confundir, já que legalizar não trata de liberar o uso indiscriminado de drogas, mas sim de regulamentar sua produção e/ou distribuição. Nenhum dos países supracitados tem o uso liberado das drogas hoje ilegais no território brasileiro, estando as substâncias "legalizadas" sujeitas a um rígido controle que vem, muitas vezes, acompanhado de uma política de redução da oferta. As ações de prevenção começam com o diálogo dentro da família e a decisão sempre será por conta do indivíduo.

## Polêmica
É um tema extremamente complexo e polêmico, pois, a depender do modo como é feito, pode ser enquadrada na legislação de proselitismo e incentivo ao consumo de drogas (induzir, instigar ou auxiliar alguém ao uso indevido de droga) segundo a legislação brasileira.

## O fim do narcotráfico
Os partidários da legalização das drogas entendem que a legalização das drogas, e, consequentemente, a legalização do mercado de drogas levaria à desmobilização do crime organizado e da rede associada ao tráfico. Eles estimam que, com a legalização, os grupos criminosos perderiam sua fonte de receita e sua capacidade de corromper autoridades e de aliciar jovens e novos usuários. No entanto, alguns autores contestam este argumento, defendendo que o crime organizado se baseia também em outras fontes de renda, como a prostituição e o tráfico de armas.

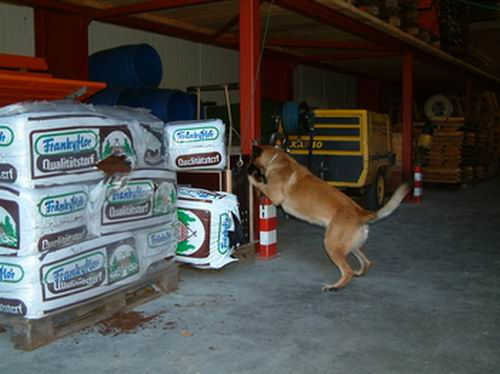
Cão belga treinado para identificação de drogas pelo faro, em ação

Por outro lado, pesquisas empíricas realizadas na Europa (Ruggiero, 2008) revelaram que, apesar dos mercados de ilícitos que sustentam tais atividades criminosas serem relativamente intercambiáveis, são praticados por distintos grupos com normas éticas próprias. Por exemplo: algumas prostitutas vendem drogas mas não se permitem práticas que consideram antinaturais; vendedores de roupas de marca falsificadas comercializam filmes pornográficos excluindo pedofilia; vendedores de armas não incluem bebidas e cigarros contrabandeados no seu comércio etc. Segundo esse autor, em várias cidades europeias as atividades criminais mesclam-se com a atividade econômica regular. O citado autor destaca, ainda, a necessidade de conhecimento e habilidades "especializadas" que cada ramo do mercado de ilícitos exige.

## No Brasil
Diversos partidos defendem a legalização das drogas no país, como por exemplo o Partido da Causa Operária (PCO), em que o seu presidente, Rui Costa Pimenta, afirma que as ações de repressão policiais no Brasil tem como um dos principais pretexto as drogas, oprimindo as classes mais pobres. Disse ainda que: 
| “                                       | É um crime como a prostituição, apenas um problema moral transformado em legislação. Nós consideramos que o problema do uso de drogas, ao contrário do que a ideologia conservadora procura apresentar, é um problema de cada um, não é um problema moral. | ” |
| — Rui Costa Pimenta - Presidente do PCO | |   |

Estudos mostram que há pelo menos 18 doenças que o uso da maconha como remédio tem efeito, e diversos países do mundo já legalizaram o uso dessa planta para uso medicinal e recreativo, diminuindo a violência causada pelo tráfico e gerando emprego e lucro para as empresas que vendem. No Brasil, a ANVISA aprovou a regulamentação de produtos a base de cannabis (princípio ativo da maconha) com receita médica, porém proibiu sua plantação e o cultivo, sendo possível somente através da importação do extrato da planta, mostrando que o Brasil ainda é um país conservador sobre o tema.
Em um estudo feito pela Revista Jurídica, em 2009, no Estado do Rio de Janeiro, foram analisadas 730 sentenças condenatórias pelo crime de tráfico de entorpecentes num período de aproximadamente 2 anos. Desses casos, 80% decorriam de prisão em flagrante, na maioria das vezes realizada pela polícia (82%) e, dessa quantidade, 60% estavam sozinhos e com pequena quantidade de droga, possivelmente usuários. Um outro dado importante é que apenas 1.8% de todos os casos tinham envolvimento com organizações criminosas.

### Tendências de descriminalização no Brasil
No Brasil, a descriminalização do consumo pessoal de drogas é também debatida através do julgamento do Recurso Especial n. 635.639/SP pelo Supremo Tribunal Federal, que discute a constitucionalidade do art. 28 da Lei de Drogas (Lei 11.343/2006). Recorreu-se ao STF após a condenação a 02 (dois) meses de prestação de serviços à comunidade, pelo porte de 03 (três) gramas de maconha para uso próprio, pedindo-se sua absolvição. Além disso, o Recurso Extraordinário exige, pela sua natureza, que o tema a ser julgado deva ter repercussão geral. Desse modo, a possível declaração de inconstitucionalidade do referido artigo permite que outros casos semelhantes, de pessoas que foram condenadas pelo referido artigo, possam pedir a revisão de suas condenações. O julgamento está suspenso desde 2015 e, ainda, sem previsão de conclusão. Até o presente momento, apenas os Ministros Gilmar Ferreira Mendes, Luiz Edson Fachin e Luís Roberto Barroso apresentaram seus votos, sendo todos eles a favor da inconstitucionalidade da norma. Por isso, seus posicionamentos são o que se espera de uma possível descriminalização. No recurso afirma-se que essa disposição é inconstitucional, pois viola o art. 5º, inciso X, no qual dispõe que é inviolável a intimidade, a vida privada e outros. Sendo assim, desde que não seja ofensiva a terceiros, a conduta no âmbito privado não deveria ser criminalizada, de acordo com a defesa do condenado, que recorreu da decisão.
Nesse sentido, o voto do Ministro Gilmar Ferreira Mendes foi no sentido de que o art. 28 (que define como crime- entre outros aspectos, adquirir, guardar ou transportar drogas ilegais, para consumo pessoal, que pode acarretar nas penas de advertência, prestação de serviços à comunidade ou medida educativa em programas ou cursos educativos. Também é incluído na norma quem planta para o uso pessoal ) da Lei 11.343/2006 é inconstitucional. Ele diz que a própria Lei de Drogas já busca dar tratamento diferenciado ao usuário, mas isso acaba não ocorrendo na prática em razão da ausência de critérios objetivos para diferenciar o usuário do traficante. Os principais argumentos utilizados pelo Ministro são:
- No Brasil, houve um aumento significativo no tráfico nos últimos anos, apesar da guerra às drogas, enquanto que nos principais países que adotaram medidas de descriminalização do uso pessoal, não houve grandes impactos no número de usuários, ou seja, o fato de ser crime exerce pouca influência na decisão de consumir drogas ou não.
- A proibição do uso de drogas é explicada pela proteção à saúde pública, protegida constitucionalmente. No entanto, existem outras substâncias que também seriam danosas à saúde pública que não são objetos de lei penal, como o álcool e o tabaco.
- O dano causado pelo consumo pessoal de drogas só afeta o usuário, então a decisão de consumir ou não deve ser dele (vale ressaltar que o Ministério Público, em seu espaço de resposta, no Recurso citado, alega que o bem jurídico tutelado é a saúde pública, já que o uso supostamente contribui para a propagação do vício na sociedade. De um lado, então, se encontra o direito coletivo à saúde e segurança pública e, do outro, direito à intimidade e à vida privada- a balança é essa).
- O consumo de drogas é um problema multidisciplinar, ou seja, não deve ser analisado só pelo Direito, mas também pelo ponto de vista da saúde e assistência social, já que, de fato, conforme incita o legislador, pode haver o perigo abstrato para casos como esse, de usuários, na questão do risco social ao vício e suas consequências na segurança pública das pessoas que vivem próximas ao usuário- o que, por si só, não caracteriza a inconstitucionalidade do artigo 28, se olhado à luz dos direitos constitucionais citados (vida privada, liberdade etc).

Uma vez explicado o seu posicionamento a respeito da descriminalização, o Ministro afirma, em seu voto, que, para que seja possível diferenciar o usuário do traficante, é necessária a promoção de algumas medidas, como a fixação de uma quantidade específica de entorpecente (maconha, heroína, crack, cocaína, ópio, LSD, ecstasy etc) até a qual será considerada como destinada para o consumo pessoal, como nos casos de muitos países do mundo, onde aplica-se uma tabela com essas quantidades. Essa questão influiria diretamente na aplicação da lei para o enquadramento da pessoa abordada na rua- por exemplo- portando droga, definindo-a como traficante ou usuário-  diferença decisiva para o abordado. Ele acaba ficando numa zona cinzenta, pois poderá ser preso, por até quinze anos, ou seguirá livre, embora sujeito, ao menos de maneira transitória, às medidas previstas no art. 28, mas sem efeitos penais.
Ele também propõe que o art. 28 da Lei de Drogas continue sendo utilizado, mas sem o caráter criminal, utilizando-se apenas as medidas administrativas previstas no dispositivo, e que a pessoa presa em flagrante por tráfico de drogas seja imediatamente levada ao juiz para que ele possa designar se a pessoa estava apenas na posse de drogas para consumo pessoal, ou se possui indícios de que estava traficando, pois se critica bastante o fato de o policial ser a única prova definidora do momento (na ausência de critérios para distinguir) para apontar o abordado como usuário de drogas ou traficante, tendo esse poder em suas mãos. Essa distinção se faz necessária na medida em que são indiciados erroneamente como traficantes diversos usuários.
Ele destaca, também, que a destinação dos entorpecentes para o consumo pessoal deve ser sempre presumida pelo juiz, de forma que é responsabilidade da acusação comprovar que a pessoa que está sendo processada estava exercendo a narcotraficância.
Por fim, ele destaca que o STF já tem concedido algumas mudanças na política de drogas brasileira, autorizando a liberdade provisória nos processos por crime de tráfico (o réu não precisa ficar preso durante o andamento do processo), além da possibilidade de começar a cumprir a pena em regime aberto e substituir a pena privativa de liberdade por restritivas de direitos.
O Ministro Luiz Edson Fachin, por sua vez, também opinou pela inconstitucionalidade do art. 28 da Lei 11.343/2006, mas apenas em relação à maconha, mantendo-se a proibição do uso dos demais entorpecentes, dando provimento parcial do recurso, absolvendo o réu recorrente por atipicidade de conduta, enfatizando ainda que, deve-se conhecer que se mantenha a tipificação criminal das condutas relacionadas à produção e à comercialização da droga objeto de tal recurso, que é a maconha.
Ele adotou esse posicionamento porque o caso concreto que está sendo julgado no Recurso Especial n. 635.639/SP trata de um agente que foi flagrado na posse de maconha, razão pela qual o Ministro entende que a discussão deve se restringir ao entorpecente envolvido nessa situação específica.
O Ministro também ressalta que tal recurso extraordinário, uma vez que este está sob a sistemática da repercussão geral, possibilita que a Corte possa extrapolar os limites do pedido que foi formulado, a fim de que seja firmada uma tese acerca do tema. Enfatiza também que se dará estrita observância ao fato em questão, para que a Corte possa chegar à definição da constitucionalidade ou não da criminalização do porte de maconha com o único objetivo de consumo próprio, haja vista os direitos fundamentais de liberdade, autonomia e privacidade.
Ele fundamenta o seu voto em alguns pontos principais, que são:
- A criminalização do consumo de drogas é uma escolha político-criminal, porque o órgão competente para dizer quais são as drogas proibidas é o Ministério da Saúde, uma vez que a lei deixa essa lacuna ao proibir apenas o consumo de “drogas”.
- Após relembrar das consequências do consumo de drogas, além da originalidade dela que vem do tráfico na maioria das vezes, mesmo que de forma indireta, tão bem como os efeitos que ela pode causar para um dependente químico, dentre eles o cometimento de crimes para o sustento do próprio vício, o Ministro também levanta o fato de que o uso pessoal de entorpecentes é algo que está na esfera de decisão pessoal de cada um, uma vez que o presente tema se coloca diante da liberdade da autonomia privada e dos limites de interferência estatal sobre o indivíduo, sendo desproporcional a aplicação de pena, uma vez que essa conduta não gera, necessariamente um perigo ou dano ao direito do restante da sociedade. Tão bem como, de certa forma, já se tem normas que punem determinadas condutas praticadas por um usuário de drogas, sendo ineficaz criminalizar o seu uso, haja vista que não se consegue o esperado resultado final com a coerção penal de tal conduta, uma vez que no fim, acaba não protegendo e nem prevenindo que o sujeito faça o uso de tal substância, não sendo o mais ideal criminalizar a conduta, pelo fato de que o usuário de drogas não tem uma real ajuda, este não se livra do vício por tal meio de coerção imposto pelo Estado. Porém, apesar de se ter tal opinião, o Ministro  ressalta que não está inviabilizando a atividade regulatória do Estado, mas está querendo que se tome um outro caminho, o de não tomar como primeira ratio a coerção penal.
- Interessante também as passagens do filósofo e jurista Carlos Santiago Nino que o Ministro traz em seu voto, tratando dos argumentos que vêm à tona quando o assunto é punir o consumo pessoal de drogas, sendo eles; um argumento perfeccionista, que é quando se justifica o tratamento penal do consumo baseado na reprovabilidade moral dessa conduta, onde tal argumento busca impor um padrão de conduta individual aos cidadãos. O segundo argumento, seria o paternalista, que é quando diz respeito a criminalização do porte de drogas para o uso pessoal, se justificando o tratamento penal do consumo baseado na sua reprovação, no desincentivo e na prevenção que as respostas penais deveriam gerar. Esse argumento paternalista, diferente do perfeccionista, não busca impor um modelo de vida, mas sim proteger pessoas contra os danos que o consumo de drogas lhes pode causar. Por fim, a criminalização do porte de drogas para seu próprio uso em um argumento de defesa da sociedade, tendo como justificativa o tratamento penal do consumo baseado na proteção dos demais cidadãos, incluída a família como se fosse uma instituição, que pode sofrer os efeitos ou consequências dos atos de quem usa droga.

Se vê que, conforme o voto do Ministro e seus levantamento, sua conclusão é de que a criminalização não é a melhor forma de se lidar com os dependentes químicos, que devem ser vistos como pessoas doentes, e não como criminosos.
Assim como o Ministro Gilmar, o Ministro Fachin também defende a criação de critérios objetivos para diferenciar o traficante do usuário.
O último voto já proferido é o do Ministro Luís Roberto Barroso, que também delimita seu voto apenas para falar da descriminalização da maconha, deixando claro que a sua opinião acerca da maconha não vincula o que pensa sobre as demais drogas. Nesse sentido, ele utiliza, principalmente, os seguintes argumentos:
- A política de drogas atual, pautada na repressão violenta (guerra às drogas) e criminalização, é falha, uma vez que não reduziu o consumo - nem mesmo o comércio - de entorpecentes.
- 27% da população carcerária brasileira está cumprindo pena por envolvimento com tráfico de drogas, o que possui um custo altíssimo para os cofres públicos (cerca de R$ 2.000,00 por detento mensalmente), sendo que boa parte desses apenados são jovens e primários no sistema penal. No entanto, o índice de reincidência desses jovens é de 70%, o que pode ser explicado pela falta de critérios objetivos para distinguir o usuário do traficante, criando um sistema discriminatório em que a qualificação penal depende da classe social do indivíduo. Ademais, não é incomum o caso de jovens de baixa periculosidade que, atraídos por uma promessa de dinheiro fácil com as quais o mercado lícito não consegue competir , acabam na prisão, verdadeira escolas do crime, onde são vinculados a uma facção criminosa, tornando-se, assim, mais perigosos para a sociedade.
- Em resumo, o Min. estabelece três razões pragmáticas que justificam a descriminalização: como explicado acima, o fracasso da política atual de repressão violenta; o alto custo para a sociedade, tendo em vista o quão caro é manter a população carcerária do Brasil (R$ 2.000,00/detento mensalmente), majoritariamente presa por crime de tráfico; e por fim, que a criminalização afeta a proteção da saúde pública, uma vez que contribui para a marginalização e estigmatização dos dependentes, dificultando a busca e o acesso ao tratamento.
- Passando aos fundamentos jurídicos que justificam a descriminalização e, por consequência, o reconhecimento da inconstitucionalidade do art. 28 da Lei de Drogas, o Min. estabelece três pontos principais, sendo eles: a violação ao direito de privacidade, direito fundamental protegido pelo art. 5º da Constituição Federal, de modo que interferir no que um indivíduo pode consumir ou não, desde que não afete a vida de terceiros, viola a liberdade que ele tem de tomar suas próprias decisões; a violação à autonomia individual, que da mesma forma que o ponto anterior, o artigo em questão tira a liberdade que o indivíduo tem de escolher o que quer da vida e que prazeres experimentar, desde que não afete a terceiros; por fim, a violação ao princípio da proporcionalidade, haja vista que punir criminalmente um sujeito que está apenas consumindo maconha e, portanto, não afetando bem jurídico alheio, é extremamente desarrazoado e autoritário. O estado pode, afirma o Min., combater o uso por meio de políticas públicas de conscientização etc. Mas, em última análise, a decisão de consumir maconha ou não está inserida na liberdade individual do indivíduo, e não viola nenhum bem jurídico de outras pessoas que não ele próprio, razão pela qual não deve existir punição do Estado para isso, pelo que o art. 28 da Lei de Drogas deve ser considerado inconstitucional.

Na mesma linha dos Ministros Gilmar e Fachin, o Ministro Barroso também evidencia a necessidade de criação de um critério objetivo para distinguir o tráfico do consumo pessoal a fim de tornar o combate ao tráfico mais eficiente e reduzir os abusos cometidos pelo Estado, bem como aponta que a quantidade ideal seriam 25g. Ele também se manifesta, então, pela inconstitucionalidade do art. 28 da Lei 11.343/2006, afirmando que a descriminalização da maconha para consumo pessoal deve ser abarcada pela Constituição Federal.
Em 8 de maio de 2021, Luís Roberto Barroso, ministro do STF compartilhou um vídeo eu seu twitter, favorável à legalização da maconha, reforçando seu posicionamento neste tema.

#### Argumentos Favoráveis à Legalização
Ao analisar a descriminalização das drogas sob um olhar favorável, deve-se levar em consideração tanto argumentos jurídicos, como médico-científicos, tendo em vista que o bem jurídico tutelado é a saúde pública. Assim, faz-se necessário a integração de diversos setores da sociedade para que haja maior discussão e entendimento sobre o tema. 
Segundo a CREMESP (Conselho Regional de Medicina do Estado de São Paulo), é necessário que seja estipulada distinção entre uso recreativo e o uso nocivo das drogas, uma vez que a criminalização promove a estigmatização do usuário, dificultando o acesso à saúde e ao tratamento. Ademais, o médico Dartiu Xavier da Silveira, professor de psiquiatria da Unifesp (Universidade Federal de São Paulo) que trata dependentes químicos há mais de 30 anos, afirma que dentre todos os tipos de drogas, aquela que causa maior dano à saúde pública é o álcool. 
Em 2011, a Comissão Global de Política sobre as Drogas, da ONU, elaborou um relatório cujo conteúdo diz respeito ao fracasso da política repressiva de “Guerra às Drogas”, e da necessidade de apoiar medidas alternativas de regulamentação legal dessas substâncias. Nesse contexto, após 50 anos da Convenção Única da ONU sobre Narcóticos, os altos investimentos na erradicação da produção, na repressão aos traficantes e na criminalização dos usuários, não foram eficazes em reduzir o consumo de drogas, acarretando, pelo contrário, no aumento do tráfico e do crime organizado.
A partir disso, evidenciou a Comissão Global, que a tendência a políticas de descriminalização é crescente em meio aos países. Sendo assim, se os governos nacionais acreditam que essa medida alternativa surtirá em benefícios no que diz respeito ao emprego de investimentos na saúde pública e em programas sociais, atrelado a criação de um mercado regulamentado que poderia culminar com a diminuição do tráfico, e a promoção da segurança, cabe à comunidade internacional apoiar essas iniciativas. 
Na área jurídica também despontam posições favoráveis à descriminalização das drogas. Para Cristiano Maronna, advogado, mestre e doutor em Direito Penal pela USP e ex-presidente do IBCCrim (Instituto Brasileiro de Ciências Criminais), as condutas descritas no art. 28 da Lei 11.343 afetam tão somente o agente. Ele sustenta que, apesar disso, a criminalização ainda é defendida argumentando-se que o uso de drogas serve como estímulo para outras condutas criminosas, essas, sim, causadoras de perigo ou lesão à terceiros, especificamente a saúde pública. Para Maronna, este argumento não se justifica, pois ratifica a adoção de um parâmetro de responsabilidade objetiva, assim como a recriminação do consumidor de drogas por ações de terceiros – como traficantes e outros agentes de crimes atinentes ao consumo ou comercialização de entorpecentes. Assim, sustenta que possíveis resultados lesivos não deveriam ser atribuídos ao usuário, eis que tal associação desrespeita o princípio da responsabilidade penal pessoal. Ademais, o penalista afirma que a criminalização do uso é a representação da “moralização” do problema, na medida em que o Estado busca ingerir preceitos morais na autonomia privada do indivíduo.
Em segunda análise, ao defender que o uso e posse de drogas configura somente conduta auto lesiva, Maronna enuncia que a criminalização também é feita sob uma motivação paternalista: o Estado recrimina o indivíduo para protegê-lo. Ele afirma que essa perspectiva também interferiu na repressão e reprovação de certos comportamentos sexuais presentes entre adultos capazes, como a homossexualidade, o sadomasoquismo, a pornografia, etc., bem como na proibição de jogos de azar, do adultério e da prostituição. 
Por derradeiro, ele sustenta que o bem jurídico protegido pela Lei de Drogas é a saúde pública. No entanto, essa norma não pune o consumo, apenas as condutas de adquirir, guardar, trazer consigo, ter em depósito ou ainda, transportar. Sendo assim, a alegação de que o consumo de drogas fere o artigo 28 da Lei 11.343/2006, por violar o bem jurídico “saúde pública”, é insustentável. Atrelado a isso, evidencia-se a impossibilidade da prisão em flagrante, abarcada pelo art. 48, § 2º, do dispositivo legal supracitado, demonstrando que o legislador optou por preponderar os princípios da intimidade e da vida privada - protegidos pelo art. 5, X, da Constituição Federal -  à repressão penal ao consumo de drogas.
Diante disso Maronna conclui, apenas em caráter argumentativo, que a saúde pública somente seria violada se o uso de determinada substância se desse em local público, uma vez que quando o consumo pessoal é feito no âmbito da vida privada, o único bem jurídico violado é a saúde individual, tornando-se fato atípico e, portanto, não passível de sanção penal. 

##### Argumentos Desfavoráveis à Legalização
Tratando desse tema, cuja discussão deve ser priorizada de forma ampla, também merecem destaque aqueles que, tanto na área médico-científica, quanto jurídica, possuem posicionamentos desfavoráveis à descriminalização.
O CFM (Conselho Federal de Medicina), na iminência do julgamento do Recurso Extraordinário nº. 635.659 pelo Supremo Tribunal Federal, firmou abaixo-assinado cujas alegações, em linhas gerais, fundamentam que os entorpecentes: suscitam a ocorrência de inúmeros crimes, além de serem a causa do maior problema de saúde pública do Brasil; podem ocasionar mudanças comportamentais que extrapolam a autonomia individual e interferem no meio social e familiar; levam à dependência química pelo uso contínuo, cuja vulnerabilidade e incidência são maiores entre os adolescentes pela imaturidade cerebral. 
Além disso, também salientam que: a descriminalização possibilitaria maior circulação de drogas e serviria como fomento para o tráfico; a penalização prevista no art. 28 da Lei de Drogas não prevê a reclusão do usuário, mas sim permite que este seja reinserido socialmente; o crescimento da população carcerária por tráfico é decorrente da epidemia mais recente do crack, e não necessariamente pela legislação que criminaliza o uso, mas não prende por isso.
Segundo o relatório da ONU de 2013, o consumo de drogas entre os brasileiros dobrou em uma década, e foi quatro vezes maior que a média mundial. Ainda, paralelo ao aumento do consumo, houve o crescimento da circulação de entorpecentes dentro do país, tornando o Brasil o principal ponto de saída de drogas para outros países, de acordo com o Escritório das Nações Unidas sobre Drogas e Crimes.
Diante desse cenário, sustenta-se a incompatibilidade em descriminalizar o uso de drogas, tendo em vista que a liberação do consumo próprio de algum entorpecente, apenas acarretaria no aumento do número de dependentes químicos. Nesse sentido, acredita-se que há necessidade de investir em políticas públicas, efetivas, de caráter repressivo às drogas, preservando, dessa maneira, os direitos coletivos à saúde e a segurança pública. 
A partir disso, é necessário o auxílio de diversos setores da sociedade, dentre esses, médicos e psicólogos, os quais teriam o papel fundamental de fazer avaliações nos pacientes, determinando qual deles seria considerado dependente ou apenas usuário. A importância dessa distinção se daria pela aplicação do direito penal e suas determinadas sanções, sendo que sob os dependentes incidiram apenas medidas protetivas, enquanto que aos usuários-recreativos seriam impostas penalizações. 
Ainda, para o médico psiquiatra Ronaldo Laranjeira, a argumentação de que de que proibir o consumo de drogas viola um direito individual, e não afeta o coletivo, é inconsistente. Segundo uma pesquisa feita pela Unifesp (Universidade Federal de São Paulo), a cada dependente químico, quatro pessoas são afetadas, em média, principalmente no âmbito familiar, totalizando cerca de 30 milhões de brasileiros. Assim, sustenta o médico que apesar de a descriminalização não corresponder à legalização das drogas, essa medida abre margem para condutas preocupantes em termos de saúde pública.
Laranjeira defende a ideia de empregar a chamada Justiça Terapêutica, a qual já é abarcada pelo próprio art. 28, § 7º, da Lei 11.343/06, que contudo, não é aplicada de maneira efetiva. O que é previsto no dispositivo legal supracitado é que o usuário seja encaminhado para programas de tratamento, em que seriam monitorados no acompanhamento de sua evolução e reabilitação. Diante disso, conclui o médico que a descriminalização acarretará em problemas maiores de cunho social de saúde pública ao país, alegando ainda, que antes de pensar em mudanças para a lei brasileira, deve-se investir em educação e esclarecimento acerca dos danos causados pelos entorpecentes.
No âmbito jurídico, para o jurista, mestre e doutor em Direito Penal, Fernando Capez, restringir a questão da descriminalização do uso à saúde do usuário é ignorar questões complexas que extrapolam essa esfera e produzem impactos sociais e econômicos. De acordo com ele, o fornecimento ilegal seria estimulado pela ampliação da demanda e, consequentemente, do número de traficantes. Além disso, os crimes praticados para sustentar o vício também aumentariam, bem como os gastos públicos com a saúde, em decorrência do crescimento do número de usuários. 
Capez também argumenta que o art. 28 da Lei de Drogas não criminaliza a conduta do uso, mas sim a manutenção da droga pelo agente para este fim. Isso implica dizer que o que se busca com o referido dispositivo é privilegiar o interesse coletivo em detrimento do individual, pois, ao reprimir a detenção da droga, mesmo que para consumo pessoal, também se reprime o perigo ocasionado pelo possível fluxo ilícito de entorpecentes. 
Descriminalização da cannabis em 2024
Em julgamento encerrado nesta quarta-feira (26/6), a maioria da Corte decidiu descriminalizar o porte de maconha para consumo. Com a decisão, portar a droga passa a ser um ilícito administrativo e o usuário não poderá mais ser submetido a um processo penal, nem terá um registro na sua ficha criminal.
O Supremo Tribunal Federal (STF) definiu, em síntese, que a quantidade de 40 gramas de maconha distinguirá um usuário de um traficante, após despenalizar a posse dessa droga, uma decisão que divide a sociedade ou talvez uma mudança repentina.
"Será considerado usuário aquele que, para uso próprio, adquirir, guardar, tiver em depósito, transportar ou portar consigo até 40 gramas de cannabis sativa ou seis plantas fêmeas", disse o presidente do STF, Luis Roberto Barroso.